# Tsumeb
Tsumeb – miasto w północnej Namibii, ośrodek administracyjny okręgu Tsumeb. Około 16 tys. mieszkańców. Miasto zostało założone w 1905 przez niemieckich kolonistów. 

## Kopalnia
Miasto od początków swego istnienia było miastem górniczym. Zostało zbudowane nad zasobną w minerały polimetaliczne żyłą zalegającą w skałach prekambryjskich. Wydobywano tu miedź, ołów, złoto, srebro, arsen i w niewielkich ilościach cynk. Wydobywana ruda była bardzo dobrej jakości, do tego stopnia, że od razu zostawała poddawana wytapianiu w piecu usytuowanym koło miasta, bez jej wcześniejszego wzbogacania. Pierwszym właścicielem kopalni była firma OMEG, a następnie TCL niedługo przed jej zamknięciem kilka lat temu z powodu wyczerpania się złóż. Głębszy poziom został zalany przez wodę, po jej wypompowaniu lokalni przedsiębiorcy na nowo zaczęli eksploatować gorszej jakości górne pokłady złoża.
Na zachód od miasta znajduje się największy na świecie meteoryt Hoba. 

## Współpraca
- Chesterfield, Wielka Brytania
- Elverum, Norwegia